# Syndicat canadien des employées et employés professionnels et de bureau
Le Syndicat canadien des employées et employés professionnels et de bureau (SEPB) (en anglais : The Canadian Office and Professional Employees Union (COPE)) est un syndicat canadien représentant plus de 34 000 employés professionnels et de bureau. 